# Prix Maurice-Wachsmacher
Le prix Maurice-Wachsmacher est un prix littéraire français annuel, fondé par l'ambassade de France à Moscou en 1996 et dédié au traducteur russe Maurice Wachsmacher. Le prix récompense la meilleure traduction littéraire. Depuis 2007, il est partagé en prix de littérature et en prix de sciences humaines.
Le jury du prix est habituellement présidé par un écrivain français, ainsi en 2000 Dominique Fernandez. 

## Traducteurs primés
- 2015 : Alexei Terechtchenko pour L'effroyable tragédie: Une nouvelle histoire de la campagne de Russie de Marie-Pierre Rey paru aux éditions ROSSPEN;  Mark Dadyan pour le Premier Amour. Prose Choisie de Samuel Beckett paru aux éditions Texte de Moscou
- 2011 : Nina Khotinskaïa pour Le Vice-consul de Marguerite Duras paru aux éditions Fluid de Moscou; et en sciences humaines Elena Balakhovskaïa pour la traduction de Cinq pour cent de vérité: la dénonciation dans l'URSS de Staline (1928-1941) de François-Xavier Nérard paru aux éditions Rosspen, et Alexeï Chestakov pour la traduction de Francis Bacon. Logique de la sensation de Gilles Deleuze paru aux éditions Andreï Naslednikov
- 2010 : Victor Lapitski pour Le Pays des porteurs de fumier et autres voyages de Pierre Bettencourt et pour Dondog d'Antoine Volodine; Grigori Dachevski pour Le Bouc émissaire de René Girard et Olga Smolitskaïa pour Histoire du célibat et des célibataires de Jean Claude Bologne
- 2009 : Valeri Kisslov pour La Vie mode d'emploi de Georges Perec et Vera Miltchina pour son recueil d'articles de Delphine de Girardin
- 2008: Irina Volevitch pour Le Salon du Wurtemberg de Pascal Quignard et pour Cherokee de Jean Echenoz; et Ivan Boldyrev pour Le Procès de Gilles de Rais de Georges Bataille
- 2007 : Vladimir Vassiliev pour son Anthologie de l'épigramme français et Alexeï Routkevitch pour Athéisme d'Alexandre Kojève
- 2006 : Irina Staf pour Culture de la correspondance et société de Roger Chartier
- 2005 : Sergueï Buntman pour Graal fiction et Le Chevalier silence de Jacques Roubaud
- 2004 : Ekaterina Liamina pour L'Invitation de Claude Simon
- 2003 : Mikhaïl Iasnov pour L'Enchanteur pourrissant et Le Poète assassiné de Guillaume Apollinaire
- 2002 : Natalia Mavlevitch pour les Mémoires de Bella Chagall Feux brûlants
- 2001 : Vera Miltchina pour L'Envers de l'histoire contemporaine de Balzac
- 2000 : Irina Kouznetsova pour Ouvrez. Ici, de Nathalie Sarraute
- 1999 : Mark Grinberg et Boris Doubine pour L'Improbable d'Yves Bonnefoy et pour Vers. Prose. Carnets de notes de Philippe Jacottet
- 1997 : Iouliana Iakhnina pour les Mémoires du cardinal de Retz
- 1996 : Alexandre Revitch pour Les Tragiques d'Agrippa d'Aubigné